# Coenosia flavidipalpis
Coenosia flavidipalpis är en tvåvingeart som beskrevs av Huckett 1934. Coenosia flavidipalpis ingår i släktet Coenosia och familjen husflugor. Inga underarter finns listade i Catalogue of Life.